# Matías Laviña Blasco
Matías Laviña y Blasco (Zaragoza, 24 de febrero de 1796 - Madrid,15 de enero de 1868) fue un arquitecto español, uno de los principales encargados del proyecto de restauración de la catedral de León en el siglo xix.

## Biografía
Nació en Zaragoza el 24 de febrero de 1796. Inició sus estudios en el colegio de los Escolapios de Zaragoza, continuándolos en la Academia de San Luis, donde mostró gran inclinación por todos los temas relacionados con el arte, el dibujo y la música. En 1817 viajó a Roma, donde fue alumno de la Academia de San Lucas, obteniendo el título de arquitecto en 1830. Tras volver a España y participar en diferentes proyectos, entre ellos las modificaciones del Palacio de Villahermosa en Zaragoza, obtuvo en 1844 la cátedra de dibujo de adorno en la Academia de San Fernando. En 1859 fue encargado por el gobierno de España de la restauración de la catedral de León que se encontraba en estado de semirruina, siendo nombrado arquitecto director de las obras de restauración por Real Orden de 3 de mayo de 1859, permaneciendo en el puesto durante un periodo de diez años.
En las Exposiciones Nacionales de Bellas Artes celebradas en 1858 y 1860 presentó los siguientes trabajos: Subterráneo en comunicación con prisiones (estudio de perspectiva a la acuarela), Monumento en memoria de la heroica defensa de la inmortal Zaragoza (estudio del mismo género que el anterior), Cuerpo de guardia de un jefe del siglo XV, Atrio de prisiones romanas (aguada), Subterráneo de una fortaleza antigua (id.) y Claustro de religiosas (id.). Publicó en 1850 una obra en folio con cuatro páginas de texto y setenta y dos láminas y la portada litografiadas, con el título de Cartilla de adorno elemental para uso de las Academias y escuelas de dibujo, que fue aprobada por la de San Fernando el 2 de agosto de 1850; así como también una Memoria leída a la Junta de la ya citada Academia, sobre la necesidad de mejorar la enseñanza del dibujo de adorno, y unos Principios de geometría. Antes de su fallecimiento legó a la Academia de San Fernando varios trabajos inéditos notables, entre ellos algunos datos para el Diccionario de Bellas Artes, y el manuscrito autógrafo de una obra que publicó en 1846 en Italia con el título de Neografia de los lacunares, a la que acompañaban algunos dibujos y la aprobación original de la Academia Pontificia de San Lucas. Murió el 15 de enero de 1868.

## Obras notables
- Palacio del Duque de Granada de Ega en Madrid (1851).
- Palacio del Duque de Veragua en Madrid (1860).